# Philodryas oligolepis
Philodryas oligolepis är en ormart som beskrevs av Gomes 1921. Philodryas oligolepis ingår i släktet Philodryas och familjen snokar. Inga underarter finns listade i Catalogue of Life.
Philodryas oligolepis godkänns inte som art av The Reptile Database. Populationen infogas som synonym i Philodryas laticeps. Den population som tidigare utgjorde Philodryas oligolepis förekommer i delstaten Minas Gerais i Brasilien, i Franska Guyana och kanske i Surinam.